# Leptogorgia pulcherrima
Leptogorgia pulcherrima is een zachte koraalsoort uit de familie Gorgoniidae. De koraalsoort komt uit het geslacht Leptogorgia. Leptogorgia pulcherrima werd in 1918 voor het eerst wetenschappelijk beschreven door Bielschowsky. 